# Пежо тип 11
Пежо тип 11 (фр. Peugeot Type 11) је моторно возило произведено 1895. - 1897. од стране француског произвођача аутомобила Пежо у њиховој фаубрици у Валантину. У тој години је произведено 27 јединица.
Возило је покретао Дајмлеров четворотактни, двоцилиндрични мотор снаге 3,25-3,75 КС и запремине 1.645 cm³. Мотор је постављен позади и преко ланчаног преноса давао погон на задње точкове.
Међуосовинско растојање је 145 цм, а размак точкова 129 цм напред и 131 цм позади. Дужина возила је 240 цм, ширина 142 цм и висина 160 цм. Каросерија је двосед.